# Historie konfliktu Hutuů a Tutsiů

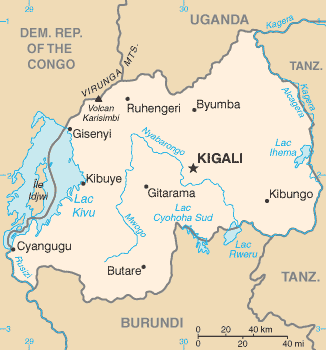
mapa Rwandy

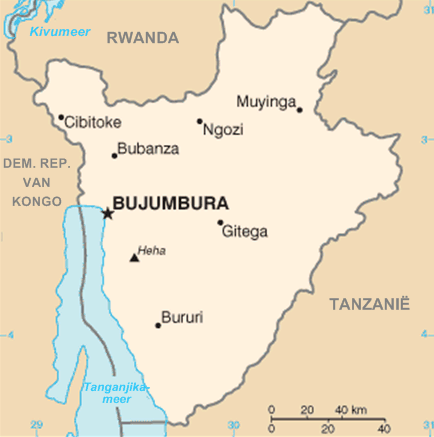
mapa Burundi

Hutuové a Tutsiové patří mezi africká etnika, nacházející se především ve státech Rwanda (84 % Hutuové a 15 % Tutsiové) a Burundi (85% Hutuové a 14% Tutsiové). V menší míře se také vyskytují v Demokratické republice Kongo, v Ugandě a Tanzanii.

## Charakteristiky
Hutuové patří mezi bantuské kmeny a jsou to tradičně rolníci, zatímco Tutsiové se většinou řadí k nihilským kmenům pastevců. Jazyky, které tyto skupiny užívají, jsou burundština (kirundi), rwandština (kinyarwanda) a také francouzština. Lze se setkat i s jinými označeními těchto skupin jako jsou např. Wahutu (Watutsi), Banya Masissi (Banya Mulenge) v oblastech Konga nebo také Ba Iru (Ba Huma) v oblastech ugandského království Tóro, které se nachází v blízkosti hranice s Demokratickou republikou Kongo. Mezi rwandské a burundské obyvatele patří i kmen Twaové (zastoupení okolo 1% v obou státech), který se řadí mezi příbuzné konžských Pygmejů.
Příslušníci kmene Tutsiů se vyznačují vysokou štíhlou postavou s protáhlejším až špičatým nosem a světlejší barvou pleti i rtů. Hutuové jsou většinou střední výšky, podsaditější postavy, tmavší pleti a mívají širší nos. Twa jsou typicky malého vzrůstu pygmejů. Toto ovšem není striktní pravidlo, samozřejmě existují i světle hnědí Hutuové, tmaví Tutsiové, apod.

## Kultura

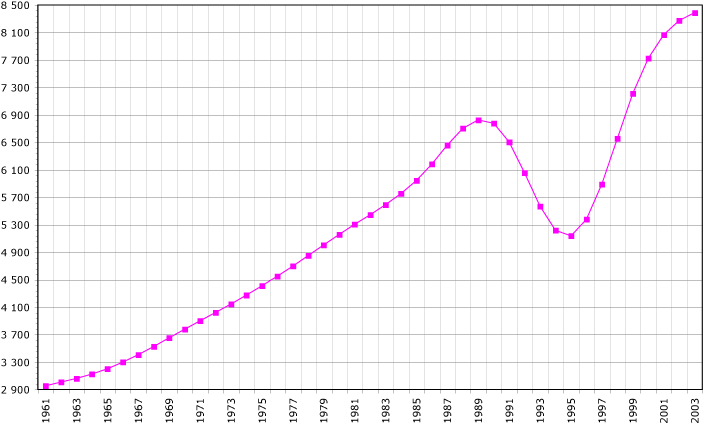
Demografie Rwandy.

Hutuové se nejvíce hlásí ke katolictví a protestantství, ale také i k islámu a animismu. Tutsiové jsou většinou katolíci, ale po genocidě se u nich objevuje i islám.
Celkově je ve Rwandě okolo 56 % římskokatolických křesťanů, 26 % protestantů, 10 % adventistů, okolo 5 % muslimů a pod 1 % animistů. V Burundi je okolo 60 % římskokatolických křesťanů, 5 % protestantů, 23 % animistů a 10 % muslimů. Sňatky mezi skupinami nejsou výjimkou, přestože z převážné většiny to jsou svazky muže z kmene Hutuů a ženy z kmene Tutsiů, zřídkakdy však naopak. Jedním z důvodů je i to, že děti manželského páru přejímají kmenovou příslušnost od otce, díky tomuto se podíl Hutuů oproti Tutsiů rychleji zvyšuje.

## Historie

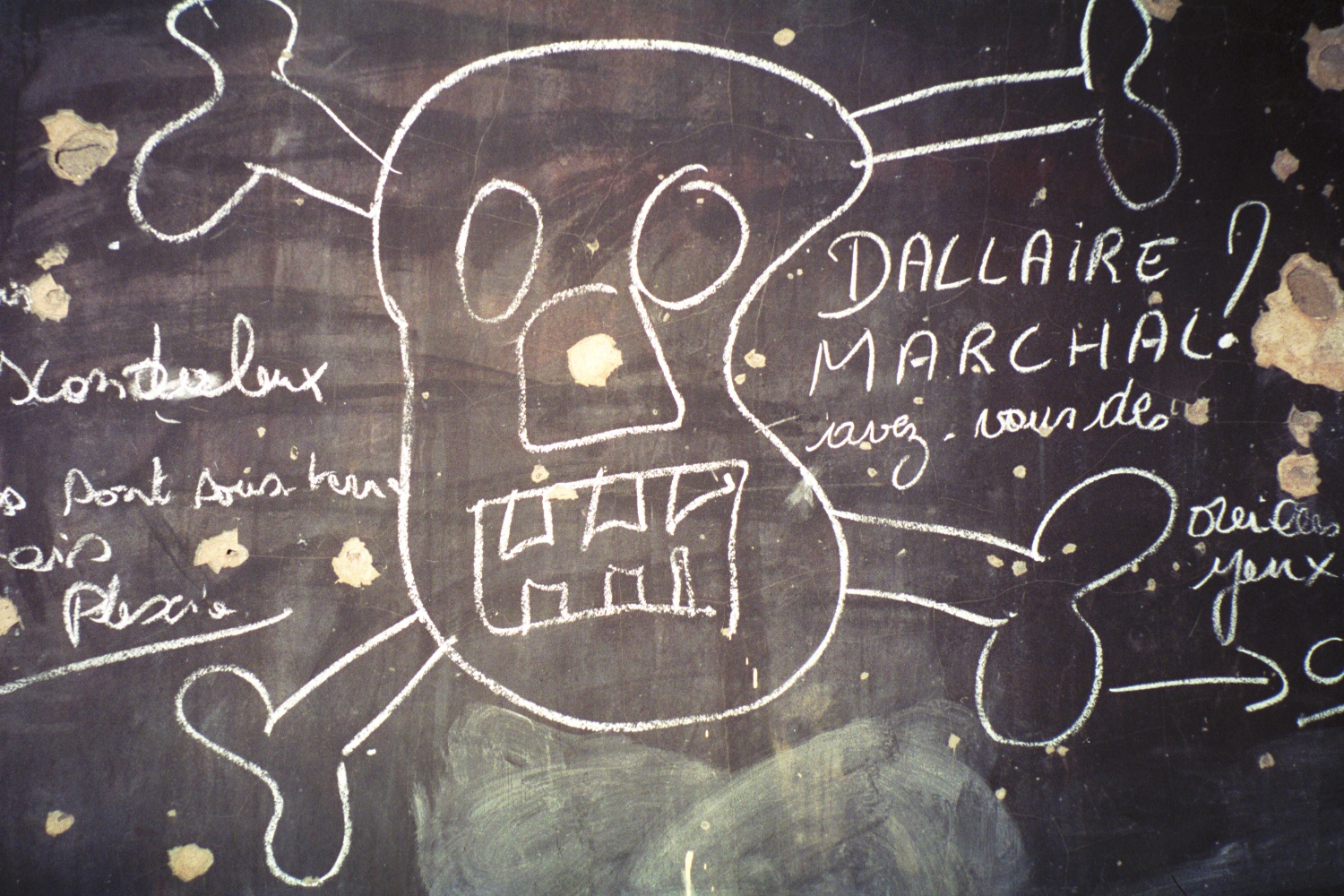
Školní tabule popsaná křídou v Kigali.

### Původ
Kmen Hutuů se měl do oblasti dnešní Rwandy a Burundi dostat někdy kolem 11. století z míst, kde se nachází dnešní Čad. Přestože zde již dříve byli příslušníci kmene Twaů, Hutuové oblasti dominovali, a to až do doby, kdy se sem dostali Tutsiové (někdy mezi 15. až 18. stoletím). Tito se i díky relativně malému počtu rychle přizpůsobili (přejali jazyk atd.), vytvářeli jakési státní útvary a Hutuy i Tway si podmanili.

### Kolonizace
V 19. století němečtí, a následně i belgičtí kolonizátoři, podporovali centralizaci a upřednostňovali Tutsie, jednoduše také proto, že měli evropštější vzhled než Hutuové. Ještě před kolonizací oblasti patřila sice většina Tutsiů mezi ty bohatší a vládnoucí, ale našli se i takoví, kteří patřili k rolnickému obyvatelstvu. A stejně to tak bylo i s Hutuy, většinově byli zemědělci, ale někteří jedinci měli vyšší postavení. Toto se po příchodu kolonizátorů změnilo. Pro zjednodušení zavedli, že Tutsiové představovalo označení pro vládnoucí elitu a Hutuové pro ostatní nižší skupiny obyvatelstva. Po 1. světové válce pokračovala tato praxe i za belgických kolonizátorů, kteří privilegovali Tutsie, např. i v přístupu ke vzdělání, což se samozřejmě projevilo v míře gramotnosti obou skupin. Mimo jiné byly zavedeny identifikační průkazy, kde měl každý vyznačeno zda je Hutu či Tutsij, což sehrálo významnou roli při pozdější genocidě.
Před kolonizací žily kmeny vedle sebe poměrně poklidně, po příchodu Němců a Belgičanů začali napovrch vyvěrat rasové rozdíly a Tutsiové pravděpodobně začali věřit i ve svou nadřazenost. Belgičané ovšem později začali podporovat myšlenku, že na vládě by se měla podílet i většinová skupina Hutuů, s čímž samozřejmě Tutsiové příliš nesouhlasili. Nicméně po vyhlášení nezávislosti obou zmíněných států v roce 1962 dostaly události mnohem rychlejší spád než doposud. Z královského zřízení ve Rwandě se stalo prezidentské, a to s vedoucím postavením Hutuů. Tento režim Tutsie utlačoval, což vedlo nejdříve v roce 1963 k pokusu o převrat, a poté k úspěšnému vojenskému převratu v roce 1973, kdy se k moci dostal umírněný generál Habyarimana, příslušník kmene Hutuů.

### Pokoloniální období
V Burundi byla zachována monarchie s tutsijskou mocí, ale i tito utlačovali tamější Hutuy. Vraždění bylo částečně pozastaveno až nástupem taktéž umírněného generála Bagazy z kmene Hutuů. V roce 1987 byl ale jeho režim svržen, do čela státu se postavil Buyoya a rozpoutaly se další boje. Po volbách vyhraných Hutuy byla rozpoutána občanská válka, ve které si však Hutuové moc udrželi. Při sestřelení letadla v roce 1994 zemřel rwandský prezident Habyarimana, i burundský Ntaryamira. Rwandští Hutuové tohoto využili jako spouštěcího mechanizmu k následné genocidě.

### Dnešní situace
Dnešní[kdy?] stav konfliktu je prakticky totožný s tím, který nastal po ukončení genocidy. Ve rwandské vládě jsou zastoupeni Tutsiové, ovšem s tím rozdílem, že se úspěšně brání jakékoli účasti Hutuů. Tento stav ospravedlňují tvrzením, že aktéři genocidy se na vládě podílet nemohou. Rwandský režim se dá označit za víceméně demokratický, přestože menšina autoritativně vládne většině.
Situace v Burundi je odlišná. Po občanské válce vládli zemi Tutsiové, od roku 2005 je však v úřadu prezidenta příslušník kmene Hutuů, vzešlý z politické strany, která vznikla pouhou přeměnou z radikálního etnického hnutí. V Burundi tedy vládnou většinoví Hutuové, mnohdy s užitím nedemokratických prostředků.